# 入間大橋
入間大橋（いるまおおはし）は埼玉県川越市中老袋の入間川に架かる埼玉県道51号川越上尾線および埼玉県道157号川越狭山自転車道線の橋である。

## 概要
直ぐ東側に隣接する開平橋と共に国道17号が通る上尾市と国道254号が通る川越市を直接結ぶ交通路となっている橋である。また、埼玉県の第一次緊急輸送道路に指定されている。入間川の終点から3.2 kmの地点に架かる橋長314.0メートル、総幅員12.8メートル、有効幅員11.0メートル（車道7.0メートル、歩道2.0メートル×2）、最大支間長66.0メートルの鋼連続箱桁橋の1等橋（TL-20）で、橋の管理者は埼玉県である。歩道は車道の両側に設けられている。また、川上側の歩道は自転車道（自転車歩行者道）となっていて、自転車道の起点である旨の標識が橋の東詰に設置されている。隣接する開平橋がフラットな橋面であるのとは異なり、縦に弓なりに曲線を描いている。親柱には時の鐘や五百羅漢といった川越に因むレリーフが設置されている。右岸側は堤防を挟み取付高架橋である中老袋高架橋と一体化して整備されている。東武バスの川越06系統路線の走行経路になっている。左岸寄りのバス停は「入間大橋」バス停が最寄り。
橋の東詰にある埼玉県道339号平沼中老袋線との交差点である「入間大橋交差点」付近において、朝夕を中心に渋滞が頻発している。その対策として入間大橋交差点の右折レーンの改良が挙げられている。

## 歴史

### 1937年の橋
かって入間川は釘無橋付近から直線的に東南東へ流れ、上尾市の境界の上老袋で荒川に直角に合流していて、元々は現在の橋が架かっている位置には入間川は流れていなかった。この流れは1680年（延宝8年）に松平伊豆守信輝によって河川改修されたもので、改修される前の入間川は入間大橋の西詰に存在する古川と称する廃河川や現在の古川排水路等に沿って流れていた。この河川形状のため荒川が氾濫する際、荒川からの逆流が頻発していたことから1920年（大正9年）より開始された荒川の河川改修の一環で、昭和初期に入間川の新河道が開削されて現在の位置を通るようになり、元の流路は廃川となった。かつての流路は市境と概ね一致し、荒川と入間川の合流点だった場所には河跡湖があり、三つ又沼ビオトープとして整備されている。
1937年（昭和12年）8月26日下路単純トラス橋を持つコンクリート橋の永久橋として旧橋が架橋された。旧橋は現在の橋のやや川上側の位置にあった。橋長318.2メートル、幅員5.5メートル。橋の指導設計は金森誠之、施工は内務省が行った。
橋の陸上部はRC橋で小規模な方杖ラーメン橋を連続したような構造で、横から見ると橋脚が「Y」の字型を有しているように見える。予算の制約があったらしく、当時としては単純明快で無駄のない造形をしていた。渡河部は古レール製の2連の下路式単純平行弦プラットトラス橋である。 
取り付け道路は両岸側とも堤防に沿ってクランク状に右に左に急カーブしていた。なお、開平橋この当時はまだ冠水橋であった。
1969年（昭和44年）1月22日、大型車同士が橋上で行き違う際に西側のトラスが車両と接触したことで橋が破損して傾き、車両が川に墜落する事故が発生した。橋は復旧及び補修工事のため通行止めとなり、1600万円の費用を掛けて破損したトラスを取り除き、代わりに下路式プレートガーダー橋に改修し、同年6月15日復旧開通した。後年、橋が老朽化したためトラス橋の箇所は片側交互通行で使用された。
朝夕の渋滞が酷く、当時の交通量は1日1万台以上にも上った。
この橋は1984年の新橋が架けられた際に撤去され現存しない。橋の遺構や痕跡は残されていないが、取り付け道路は両岸とも完存している。

### 1984年の橋
現在の永久橋は1975年（昭和50年）に着工、旧橋の川下の位置に総事業費28億5000万円を投じて架け替えられることとなった。施工は株式会社東京鐵骨橋梁および東日本鉄工株式会社が行い、架設工法として自走クレーン車によるベント工法が用いられた。
橋は1984年（昭和59年）4月24日に開通した。新しい橋の取り付け道路はまだ工事中であったが、旧橋の取り付け道路を活用して橋の供用を開始することとなった。この取り付け道路は新しい橋に架け替えられた際に、新たに架設された中老袋高架橋や古川に架かる古川橋に接続し、南に緩やかなカーブで石田本郷の現道に接続することで交通の流れを改善するというものである。また、橋の付け替えに合わせて横堤上にある開平橋の取り付け道路も改修されている。開通式は同日の10時に県川越土木事務所により挙行され、上尾市長の友光恒らによるテープカットが執り行われた。
橋長は314メートルで、右岸側の中老袋高架橋等を含む取り付け道路の長さを含めると、事業延長は1260メートルにも及ぶ。
2006年（平成18年）に耐震補強として落橋防止工事が実施された。

## 周辺
付近の入間川はすぐ東側に荒川が隣接し、広大な河川敷が設けられている。これらの河川敷には運動場やモトクロス場等のレクリエーション施設がある。右岸側の堤内地には入間川の旧河道が存在している。川越市の平塚橋から入間大橋にかけての入間川は川越百景に指定されている。また、橋のある場所は1969年（昭和44年）度より埼玉県が水質測定を行う地点のひとつに加えられている。
- 入間大橋緑地 - 入間川の左岸側河川敷に所在
- 埼玉県道155号さいたま武蔵丘陵森林公園自転車道線（荒川サイクリングロード）
- 三つ又沼ビオトープ
- リバーサイドフェニックスゴルフクラブ
- 川島町白山古墳（白山太神社）
- 舟塚古墳
- ウエストポイント（モトクロス場）
- 川越運動公園
- 埼玉医科大学総合医療センター

## その他
- 入間大橋は埼玉県のぐるっと埼玉サイクルネットワーク構想に基づき策定された「自転車みどころスポットを巡るルート」の「3河川を巡るルート」の経路に指定されている[21]。

## 風景

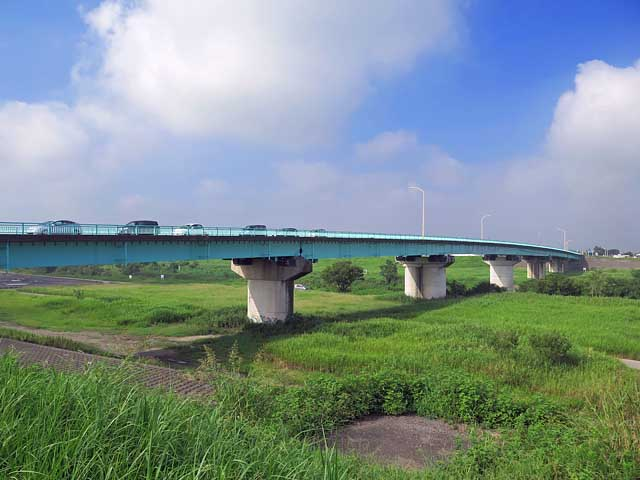
左岸上流側より
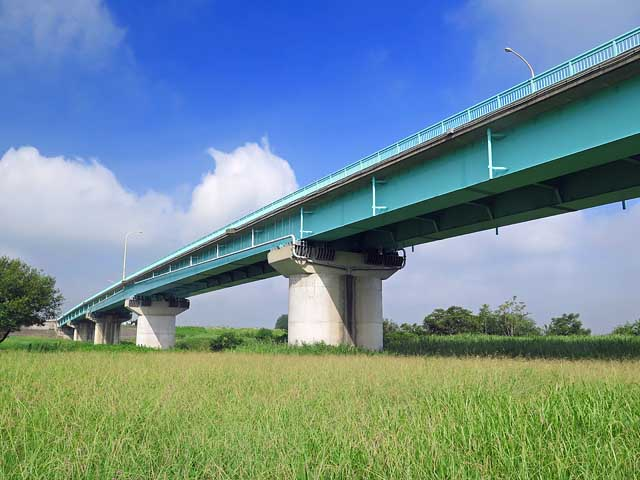
左岸下流側高水敷より
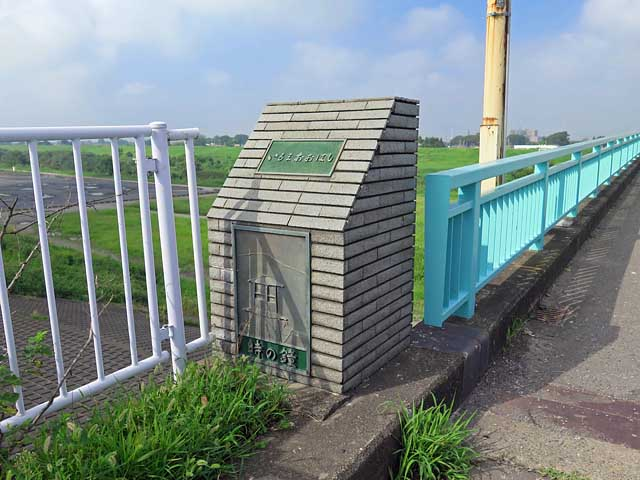
親柱

## 隣の橋
- 入間川

（上流） - 釘無橋 - 出丸橋 - 入間大橋 - 上江橋 - 荒川に合流 - （下流）